# Tetřeví vrch
Tetřeví vrch (německy Auerhübel, 570 m) je lesnatý vršek, který je znám také pod dřívějším názvem Kohout. Nachází se v Lužických horách mezi obcemi Horní Prysk a Mlýny. Jedná se o relativně ploché čedičové návrší ve tvaru kupy porostlé převážně listnatým lesem, s výskytem kamenných suťových polí a malým kamenným hřbítkem na jeho vrcholku.
Ve vzdálenosti asi 500 metrů jižně se v jeho sousedství nalézá vyšší i významnější Ovčácký vrch (622 m). Oba vrcholy leží v katastrálním území Horní Prysk.